# Banapur
Banapur es una ciudad y  comité de área notificada situada en el distrito de Khordha en el estado de Odisha (India). Su población es de 17278 habitantes (2011). Se encuentra a 99 km de Bhubaneswar.

## Demografía
Según el censo de 2011 la población de Banapur era de 17278 habitantes, de los cuales 8707 eran hombres y 8571 eran mujeres. Banapur tiene una tasa media de alfabetización del 85,76%, superior a la media estatal del 72,87%: la alfabetización masculina es del 91,85%, y la alfabetización femenina del 79,61%